# 包查
包查（Theodore "T-Bag" Bagwell），由羅伯特·克耐普飾演，是美國電視劇《越狱》的角色，是主要角色之一。在第一季第二集客串之後，正式成為常規角色。

## 角色簡介
- 44歲
- 於第一季第二集（Allen）首度登場
- 全部五季皆有出場
- 共出場75集
- 少年時代由Michael Gohlke飾演
- 次侄James Bagwell，已死
- Susan Hollander為前女友；Jason "Maytag" Buchanan為男友，於獄中暴亂被殺。

福克斯監獄里叱吒風月的白人領袖，多次扇動監獄暴亂、殺害獄警，在混亂巧合中參與到麥可·史考菲的越獄行動中，最後以付出一隻手的代價逃出。T-bag是爸爸強姦他的弱智姐姐的結果，從小受盡家庭虐待、性侵等，使他有極端暴力的傾向，殺人、強姦無所不幹，又因為愛上蘇珊而體會到愛，但被蘇珊恐懼背叛送進監獄，最終T-bag窮凶極惡，無惡不作。他教育水平低，但是情商極高，多次使麥可被動，但也多次被其壓制，第四季被麥可又一次送進監獄，其利用T-bag的小聰明最後禁閉。

## 化名
- T-Bag/包查
- Teddy
- Dr. Marvin Gudat
- Clyde May
- Sam
- Mr. Webster
- Dr. Erik Stammel
- Teodoro/Lechero
- 費高爾
- Charles Patoshik [1]

## 外部連結
- 包查生平 於霍士網
- Criminal Minds: Robert Knepper as Prison Break's Theodore "T-BAG" Bagwell （页面存档备份，存于） 於 Entertainment Weekly